# Cliven Loubser
Cliven Loubser (Rehoboth, 24 febbraio 1997) è un rugbista a 15 namibiano milita come mediano d'apertura nel Welwitschias.

## Carriera
Nel 2019 partecipa al Mondiale con la Namibia.
Segna 3 calci di punizione con la Namibia contro l'Italia finita 47-22.